# 佐藤智美 (俳優)
佐藤 智美（さとう ともみ、1975年9月10日 - ）は日本の女優、タレント。身長158cm、体重48kg。スリーサイズはB83cm、ウエスト63cm、ヒップ83cm。趣味はドライブ。特技はトランペット。INP-tutu所属。

## 出演

### テレビドラマ
- 完全犯罪の女 100億の悪女ふたり（テレビ朝日、2002年4月6日放送）
- 検事・朝日奈耀子（テレビ朝日）
  - 検事・朝日奈耀子 偽装心中殺人連鎖…!? 猫が暴いた犬吠埼完全犯罪トリック（2003年5月24日放送）
  - 検事・朝日奈耀子2 東京―伊豆稲取温泉時間差13分の完全犯罪トリック!（2004年9月25日放送）
  - 検事・朝日奈耀子4 函館立待岬 北の殺人物語・3つの殺人で1つの死体!?（2006年1月14日放送）
  - 検事・朝日奈耀子5 仙台〜松島、殺意の旅・左右35mm差の足跡が暴く完全犯罪トリック!（2006年11月11日放送）
  - 検事・朝日奈耀子6 温かい死体、鬼怒川温泉殺人連鎖!!（2008年1月12日放送）
- 越境捜査3 警視庁VS神奈川県警、暴走車を炎上させた空飛ぶ刑事!?（テレビ朝日、2011年12月22日放送）
- 潜入探偵トカゲ 第4話（TBSテレビ、2013年5月9日） - 倉木尚美 役

### 映画
- 仔犬ダンの物語（2002年） - 団地の住人 役[2]
- クライマーズ・ハイ（2008年）[3]

### CM
- 日本マクドナルド社[1]
- 花王社、製品ソフィーナ[1]
- 麒麟麦酒社、製品のどごし<生>[1]